# A3!
『A3!』（エースリー）は、リベル・エンタテインメントが提供するスマートフォン向けアプリケーションゲームである。イケメン役者育成ゲームと称する本作においては、キャラクター原案は冨士原良が、シナリオはトムが担当しており、メインストーリーは全編フルボイスである。プレイヤーは“主宰兼総監督”として、稽古で劇団員を育成し公演を成功させるのが主な目的であり、ゲーム内のストーリーは基本的にプレイヤーが主宰兼総監督の視点で物語が進行する。資金稼ぎを行うためのミニゲームも収録されている。
タイトルの『A3!』は、「Act!」「Addict!」「Actors!」の3つを合わせたもの。開発段階では略さない「Act! Addict! Actors!」がタイトルとなっていた。

## ストーリー
東京の郊外に位置する天鵞絨（びろうど）町には小劇場が立ち並ぶ一角があり、そこは「ビロードウェイ」と呼ばれている。ビロードウェイに専用劇場を構える劇団「MANKAIカンパニー」はかつては人気を博していたものの、今では1000万円もの借金を抱えている上に劇団員は1人しかおらず、存続の瀬戸際に立たされていた。劇団の創設者である立花幸夫は失踪しており、その娘である立花いづみは、父の行方を捜す中でMANKAIカンパニーを訪れ、その際のなりゆきで主宰兼総監督として劇団の再建を任される。ヤクザの銀泉会が借金の取り立てに来る中、いづみは劇団再建に乗り出す。

## 登場人物
声は声優、演は舞台版および実写映画版における俳優。記載がない場合は担当者なし。

### MANKAIカンパニー
1991年に立花いづみの父、立花幸夫が設立した劇団。専用の劇場と寮があり、団員は住み込みで活動している。春夏秋冬4つの組に分かれている。

#### 春組
正統派メルヘン劇を得意とする組。
佐久間 咲也（さくま さくや）
声 - 酒井広大 / 演 - 横田龍儀
身長：167cm / 誕生日：3月9日 / 血液型：O型 / 年齢：17歳→18歳→19歳→20歳 / モチーフフラワー：さくら
花咲学園高校3年生→フリーター。春組のリーダー。えんじ色のような赤毛。
101号室。小さい頃から芝居好きで、新生MANKAIカンパニー最初のメンバーでもある。真面目で素直な頑張り屋だが、演技の素質は春組内で1番低い。しかし、持ち前の熱意と一生懸命さで急成長を遂げる。複雑な家庭環境で育った過去を持つ。
幸につけられたあだ名は「元気100パーセント」。一成からは「サクサク」と呼ばれている。
河原で好きな戯曲の台詞を練習することを趣味としている。好きな食べ物はナポリタン。嫌いな食べ物はセロリ。
碓氷 真澄（うすい ますみ）
声 - 白井悠介 / 演 - 牧島輝 → 高橋怜也（2021年12月以降）
身長：175cm / 誕生日：3月30日 / 血液型：B型 / 年齢：16歳→17歳→18歳→19歳 / モチーフフラワー：すみれ
花咲学園高校2年生→3年生→芙蓉大学1年生→2年生。黒髪でインナーカラーはベージュ。一束の毛がピンと跳ねだしている。
容姿端麗で何でも卒なくこなす天才肌だが、協調性に欠ける。
102号室。街で見かけた主人公に一目惚れして入団した経緯があり、主人公に対して一途に愛する一方、それ以外の人物に対しては基本的にそっけない態度をとる。両親は海外を飛び回っており、寮に入る前面倒を見てくれていた祖母の初恵によく懐いている。また、幸からは「サイコストーカー」と呼ばれている一方、一成からは「まっすー」と呼ばれている。
趣味はポストロックやプログレッシブ・ロックを中心とする音楽鑑賞。好きな食べ物は生春巻き。嫌いな食べ物はとろろ。
皆木 綴（みなぎ つづる）
声 - 西山宏太朗 / 演 - 前川優希
身長：180cm / 誕生日：4月9日 / 血液型：A型 / 年齢：18歳→19歳→20歳→21歳 / モチーフフラワー：たんぽぽ
葉星大学1年生→2年生→3年生→4年生。薄茶色の髪で頭頂部にダークブラウンの部分がある。
102号室。もともとは脚本家になるためにカンパニーに入団しており、入団後もカンパニーの脚本家を兼任している。男10人兄弟の三男で、家計を支えるために数多くのアルバイトを経験しており、趣味もそれに関連している。一家の家事も担っていたため、臣や監督（主人公）と共に食事当番も担当している。
お人好しで、 個性的な劇団員によくツッコミを入れる苦労人。同室の真澄にも手を焼いていたが、一緒に過ごすうちに脚本を書いて倒れた後に介抱されたり、といいコンビになっている。
一成とは高校時代の先輩後輩関係だが、綴は三好さんと呼んでいる。
幸につけられたあだ名は「村人C」。一成からは「つづるん」と呼ばれている。
好きな食べ物はあんかけかた焼きそば。嫌いな食べ物はなし。
他者言及
- KADOKAWAが運営するB'sLogの攻略ページのライターたちの座談会の中で、会の司会進行役を務める西小山小西は、綴のキャラクター性について「表面上は、たまに感情的になったり冷たくなるが、芯は温かい」と述べており、彼のイメージフラワーであるタンポポの花言葉「真実の愛」がふさわしいと話している。

茅ヶ崎 至（ちがさき いたる）
声 - 浅沼晋太郎 / 演 - 立石俊樹
身長：178cm / 誕生日：4月24日 / 血液型：AB型 / 年齢：23歳→24歳→25歳→26歳 / モチーフフラワー：ガーベラ
一流商社勤務で、千景の後輩。オレンジにも見えるライトブラウンの髪で王子様のようだとも言われる。
103号室。一流商社に勤務しており、一見すると人当たりが良さそうだが、その実態は給料のほとんどを課金につぎ込む重度のゲーマーで干物男。オンとオフをしっかりと使い分けているため、初対面の人間や会社の同僚にはバレていない。ゲームや実況動画では「たるち」というハンドルネームで活動している。
幸につけられたあだ名は「インチキエリート」。一成からは「いたるん」と呼ばれている。
趣味はオンラインゲーム、スマホゲーム、コンシューマーゲーム。好きな食べ物は宅配ピザ。嫌いな食べ物は数の子。
姉が1人いる（このみ）。高校の入学前にイメチェンを勧められ、姉が書いたキャラ設定を覚えさせられた。そのため、オンとオフの使い分けができるようになった。
Spotlight:エリート商社マンズ&同窓組&お針子ボーイズのスカウトより、千景と共に久遠中央商事に勤務していることが判明。
シトロン
声 - 五十嵐雅、田辺留依（幼少期） / 演 - 古谷大和
身長：177cm / 誕生日：5月15日 / 血液型：O型 / 年齢：22歳→23歳→24歳→25歳 / モチーフフラワー：ジャスミン
留学生（？）→ザフラ王国国際芸術文化大臣。薄褐色の肌とべージュに近い金髪を持つエキゾチックな容姿。
101号室の住人である外国人留学生。明るく紳士的な性格から、商店街のアイドル的存在となっている。芝居にも日本語の勉強にも意欲的だが、間違った日本語を使ってしまうことが多い。
当初は留学生であること以外の経歴は不明だったが、メインストーリー第8幕にて、自分は母国ザフラ王国の次期王という事をMANKAIカンパニーの皆に知られ、戴冠式があるためにガイを置いて1人でザフラ王国に一時期帰国してしまう。その後、劇団の皆の力によって再びMANKAIカンパニーに戻る事が出来た。
幸につけられたあだ名は「インチキ外国人」。一成からは「ロンロン」と呼ばれている。
趣味は辞典で新しい日本語を知ることと、インターネットのマップで世界を巡ること。好きな食べ物は甘えびのにぎり。嫌いな食べ物は豚足。
卯木 千景（うつき ちかげ）
声 - 羽多野渉 / 演 - 染谷俊之
身長：183cm / 誕生日：4月15日 / 血液型：A型 / 年齢：26歳→27歳→28歳 / モチーフフラワー：スズラン
メインストーリー第5幕から登場。一流商社勤務で、至の会社の先輩。グリニッシュブラウンの髪で眼鏡をかけている。
103号室。常ににこやかで人当たりがいいが、息をするように嘘をつき周囲を翻弄する。出張で海外を飛び回っていたとのことだが、詳細は謎。冬組の密とも何やら因縁がある様子。
マジックが得意で、咲也とのコイントス勝負は日課になっている。
幸につらけれたあだ名は｢インチキクソメガネ｣。 一成からは「チカちょん」と呼ばれている。莇からは「クソハレンチ眼鏡」と呼ばれることも。
辛党であることに関連して、スパイス作りを趣味としており、カレー好きの監督（主人公）とも話が合う。一方で、甘いものと動物（特に猫）が苦手。
Spotlight:エリート商社マンズ&同窓組&お針子ボーイズのスカウトより、至と共に久遠中央商事に勤務していることが判明。

#### 夏組
賑やかなコメディ劇を得意とする組。
皇 天馬（すめらぎ てんま）
声 - 江口拓也、藤原夏海（幼少期） / 演 - 陳内将
身長：178cm / 誕生日：6月21日 / 血液型：O型 / 年齢：16歳→17歳→18歳→19歳 / モチーフフラワー：ひまわり
欧華高校2年生→3年生→葉星大学1年生→2年生。夏組のリーダー。
201号室。俳優の両親のもとに生まれ育ち、自身も子役時代から俳優として活躍している。演技には絶対の自信を持っており、自己中心な上に勝気な性格であるため、友人は非常に少ない。その一方、幼い頃の出来事がトラウマとなり、舞台に苦手意識を持っており、その克服のために入団した経緯がある。
幸につけられたあだ名は「ポンコツ役者」。一成からは「テンテン」と呼ばれている。
かなりの方向音痴だが、本人は頑なに認めようとしない。
趣味は盆栽の剪定と筋トレ。好きな食べ物はハンバーグ。嫌いな食べ物は野菜全般。
誕生日は非常に騒がしい。
瑠璃川 幸（るりかわ ゆき）
声 - 土岐隼一 / 演 - 宮崎湧
身長：165cm / 誕生日：7月8日 / 血液型：O型 / 年齢：14歳→15歳→16歳→17歳 / モチーフフラワー：ゆり
聖フローラ中学校3年生→聖フローラ高校1年生→2年生→3年生。
201号室。夏組の役者であると同時に、劇団の専属衣装係も兼任している。男性ではあるが、かわいいもの好きから発展して女物の衣装を普段着として着用している。サバサバとしたドライな性格。毒舌家であり、団員らに独特なあだ名をつけるほか、天馬とよく衝突している。
一成からは「ゆっきー」と呼ばれている。
趣味は可愛いものを集めること。好きな食べ物はオムライス。嫌いな食べ物はワサビ。
向坂 椋（さきさか むく）
声 - 山谷祥生 / 演 - 野口準
身長：167cm→169cm→170cm→172cm / 誕生日：8月30日 / 血液型：A型 / 年齢：14歳→15歳→16歳→17歳 / モチーフフラワー：ききょう
聖フローラ中学校3年生→聖フローラ高校1年生→2年生→3年生。
202号室。十座と九門の親戚。心優しく控えめな性格だが被害妄想が激しく、突然一人で暴走することも多い。カンパニーに入団する前までは、陸上部のエースとして活躍していた。
幸につけられたあだ名は「メルヘン坊ちゃん」。一成からは「むっくん」と呼ばれている。
少女漫画を愛読しており、特に好きなシーンはページ数込みで暗記しているなど、その分野にも詳しい。また、同様の理由から王子様のような男性になることを夢見ている。好きな食べ物はチョコレート。嫌いな食べ物はドライフルーツ。
斑鳩 三角（いかるが みすみ）
声 - 廣瀬大介 / 演 - 本田礼生
身長：175cm / 誕生日：6月6日 / 血液型：AB型 / 年齢：19歳→20歳→21歳→22歳 / モチーフフラワー：ダリア
フリーター。
203号室。カンパニーの初代脚本家、斑鳩八角の孫息子であり、いつのまにか勝手に団員寮に住み着いていた。
常にハイテンションで、全てにおいて三角形のことしか考えていない変わり者だが、天馬も驚く程の高い演技力を持つ。
高い身体能力を活かしたアクロバティックなシーンも得意とする。その他にも猫をはじめとした動物たちと会話出来る
幸につけられたあだ名は「三角星人」。一成からはすみーと呼ばれている。幼少期から変わり者だったようで、祖父以外家族からはあまり相手にされていなかった。弟の円（まどか）はGOD座に所属している。父はGOD座の脚本家。祖父が亡くなった後は家族仲はあまり良くなかったが、ある事件をきっかけに和解した。
趣味は三角のものを集めること。好きな食べ物はおにぎり。嫌いな食べ物は俵おにぎり。
三好 一成（みよし かずなり）
声 - 小澤廉（2020年12月まで） → 赤澤燈（2020年12月以降） / 演 - 赤澤燈
身長：176cm / 誕生日：8月1日 / 血液型：AB型 / 年齢：19歳→20歳→21歳→22歳 / モチーフフラワー：ハイビスカス
天鵞絨美術大学2年生→3年生→4年生→デザイナー。
202号室。日本画を専攻とする美大生。グラフィックデザインを得意としており、劇団のフライヤーやWebサイトのデザインも担当する。明るい性格で、軽いノリで行動している。また、目があった人とは友達になれると信じており、幸からは「コミュ力高男」と呼ばれている。
綴とは同じ高校の先輩後輩の関係。団員のことを自分なりのあだ名で呼ぶ。
趣味はSNSの更新とスクーバダイビング。好きな食べ物はキャンディ。嫌いな食べ物はネバネバしたもの。
兵頭 九門（ひょうどう くもん）
声 - 畠中祐、彩月ちさと（幼少期） / 演 - 新正俊
身長：173cm / 誕生日：7月20日 / 血液型：A型 / 年齢：16歳→17歳→18歳 / モチーフフラワー：アサガオ
土筆高校2年生→3年生→葉星大学1年生。
203号室。メインストーリー第5幕から登場。椋のいとこで、秋組の十座の弟。大好きな兄を追う形で入団しており、最初は兄と同じ秋組を希望していた。素直で明るい体育会系。野球部に所属していたが、とある事情で辞めてしまう。
幸につけられたあだ名は「ブラコンプチ」。一成からは「くもぴ」と呼ばれている。
健康マニアでジャージ集めを趣味としている。また、三角とは「さんかくくん」という共通の好みをもつ。
好きな食べ物は豚の角煮。嫌いな食べ物は生クリーム。

#### 秋組
ハードなアクションを得意とする組。
摂津 万里（せっつ ばんり）
声 - 沢城千春 / 演 - 水江建太
身長：183cm / 誕生日：9月9日 / 血液型：B型 / 年齢：17歳→18歳→19歳→20歳 / モチーフフラワー：コスモス
花咲学園高校3年生→天鵞絨美術大学1年生→2年生→3年生。秋組のリーダー。
104号室。秋組リーダー。
学問やスポーツをはじめとするあらゆる分野をそつなくこなせる故に、入団前は人生の楽しさを見いだせず、喧嘩に明け暮れていた。 喧嘩で自分を負かした十座を追う形で秋組に入団するも、次第に芝居の魅力とリーダーとしての責任の重さに目覚めていく。
ゲームの時は「NEO」というハンドルネームを使っている。
幸につけられたあだ名は「ネオヤンキー」。一成からは「セッツァー」と呼ばれている。
趣味はゲームとルービックキューブ。好きな食べ物はカリフォルニアロール。嫌いな食べ物は納豆。姉が1人いる。
兵頭 十座（ひょうどう じゅうざ）
声 - 武内駿輔 / 演 - 中村太郎
身長：185cm / 誕生日：9月27日 / 血液型：A型 / 年齢：17歳→18歳→19歳→20歳 / モチーフフラワー：ヒガンバナ
欧華高校3年生→葉星大学1年生→2年生→3年生。
104号室。夏組の九門の兄で、椋のいとこ。喧嘩の強さで知られており、親衛隊ができるほど同性のファンが多かった。同様の理由から、幸から「テンプレヤンキー」と呼ばれている。
小学生の時から演劇に憧れていたものの、当時から周囲に恐れられており、学芸会では一度も役に立候補できなかった。椋が演劇の道に進んだことをきっかけに入団する。表現力はまだ不十分だが熱心に芝居に取り組んでいる。また、自分を恐れない秋組の面々に新鮮さを感じている。
一成からは「ヒョードル」と呼ばれている。
かなりの甘党で、クリームあんみつをはじめとする甘味のお取り寄せを趣味としているが、家族には隠している。嫌いな食べ物はキムチ。
他者評価
「B's-Log」の座談会では、十座が周囲から怖がられていることを気にしているがために、一匹狼を演じているのではないかという指摘が寄せられたほか、学校を欠席していることを示唆する描写がないことから「真面目で硬派なヤンキー」とみるライターもいた。
七尾 太一（ななお たいち）
声 - 濱健人 / 演 - 赤澤遼太郎
身長：172cm / 誕生日：10月11日 / 血液型：O型 / 年齢：16歳→17歳→18歳→19歳 / モチーフフラワー：パンジー
欧華高校2年生→3年生→葉星大学1年生→2年生。
105号室。女好きで、入団理由や趣味もそれに関連している。
活発なムードメーカーで、子犬のように誰にでも人懐こく接する。弟と妹がいるため、小さい子どもの扱いも得意。
語尾に「ッス」がつく。
初恋の相手は幸だが、その幸からは「バカ犬」呼ばわりされている。一成からはたいっちゃんと呼ばれている。
もともとGOD座に所属しており、神木坂 レニにメインキャストをやらしてやるからMANKAIカンパニーを潰すように言われてスパイとして入り陰で嫌がらせをしていたが、罪悪感いっぱいになり、途中で罪を告白した。
好きな食べ物はホットドッグ。嫌いな食べ物はレバニラ炒め。

伏見 臣（ふしみ おみ）
声 - 熊谷健太郎 / 演 - 稲垣成弥
身長：190cm / 誕生日：11月2日 / 血液型：O型 / 年齢：20歳→21歳→22歳→23歳 / モチーフフラワー：カーネーション
葉星大学3年生→4年生→撮影事務所アシスタント。
105号室。幼少期に母親を亡くして以来、男ばかりの4人家族の家事を一人でこなしてきたため、家事を得意としており、幸からは「オカン」呼ばわりされている。また、羊毛フェルトやレース編みなど手芸を得意としている。
穏やかで年齢以上に大人びていて達観した性格だが、高校時代は「狂狼」と恐れられた地元最強の元ヤンキー。大学では写真部に所属。
開と岳という弟がいる。
一成からは「おみみ」と呼ばれている。
好きな食べ物はバーニャ・カウダ。嫌いな食べ物は生牡蠣。

古市 左京（ふるいち さきょう）
声 - 帆世雄一 / 演 - 藤田玲
身長：178cm / 誕生日：11月23日 / 血液型：A型 / 年齢：30歳→31歳→32歳→33歳 / モチーフフラワー：きく
106号室。借金のカタにMANKAIカンパニーを潰そうとしていた銀泉会所属のヤクザ。劇団と和解した後に入団し、俳優兼経理担当を務めている。MANKAIカンパニーの最年長。自分にも他人にも厳しい。主人公は覚えていないが、幼少時代に交流がある。
幸につけられたあだ名は「銭ゲバヤクザ」。一成からは「フルーチェさん」と呼ばれている。
趣味は映画鑑賞、読書、プチプチつぶし。好きな食べ物はぬれおかきと銀杏の串。嫌いな食べ物は酢豚のパイン。

泉田 莇（いずみだ あざみ）
声 - 小西成弥、篠田有香（幼少期） / 演 - 吉高志音
身長：179cm / 誕生日：10月25日 / 血液型：B型 / 年齢：14歳→15歳→16歳 / モチーフフラワー：アザミ
種ヶ丘中学校3年生→土筆高校1年生→2年生。
106号室。メインストーリー第7幕から登場、秋組に加入。（※初登場はメインストーリー第6幕）銀泉会の会長の一人息子だが、本人はメイクアップアーティストを夢見ており、後を継がせたい父親との対立の末、家出する形で入団した。迫田には懐いているが左京とは仲が悪い。成熟した見た目に反してかなりのウブであり、左京に子ども扱いされて機嫌を損ねるなど、精神的に幼い部分もある。
一成からは「アザミン」と呼ばれている。
趣味はサッカー観戦とヒップホップ。好きな食べ物は黒飴とししとうの串。嫌いな食べ物は酢の物。
関係者による言及
ゲーム版およびアニメ版で莇を演じた小西成弥は舞台俳優であり、本作が初めてのゲームアプリ出演作となる。

#### 冬組
しっとりとしたシリアスを得意とする組。
月岡 紬（つきおか つむぎ）
声 - 田丸篤志 / 演 - 荒牧慶彦 → 定本楓馬（2023年5月以降）
身長：175cm / 誕生日：12月28日 / 血液型：O型 / 年齢：24歳→25歳→26歳→27歳 / モチーフフラワー / すいせん
冬組のリーダー。204号室。丞とは幼馴染で、同じ大学の演劇サークルで共に芝居の道を志していた。あることがきっかけで挫折し一度は役者の道を諦める。しかし諦めきれず、再び役者を目指すためカンパニーに入団。温和で気弱な性格。
家庭教師のアルバイトをしており、学生のメンバーの勉強の面倒を見ている。
一成からは「つむつむ」と呼ばれている。
趣味は園芸。好きな食べ物は卵焼き。嫌いな食べ物はなし。
高遠 丞（たかとう たすく）
声 - 佐藤拓也 / 演 - 北園涼
身長：185cm / 誕生日：2月22日 / 血液型：A型 / 年齢：24歳→25歳→26歳→27歳 / モチーフフラワー：らん
204号室。もともとはGOD座のトップスターだが、諸事情によりMANKAIカンパニーに移籍する。
芝居に対して真摯に向き合う一方、やや不器用で口下手な一面を持つ。
紬とは幼馴染で、大学までは同じ演劇サークルで活躍していたが、夢をあきらめた紬に強い憤りを感じている。
警察官の兄を持ち、幼少期にはその兄と共によくスケートリンクで滑っていた。
幸につけられたあだ名は「筋肉ダルマ」。一成からは「タクス」と呼ばれている。
趣味はランニングとサッカー。好きな食べ物は冷やし中華。嫌いな食べ物はチーズ。
御影 密（みかげ ひそか）
声 - 寺島惇太 / 演 - 植田圭輔 → 木津つばさ（2024年10月以降）
身長：170cm / 誕生日：12月3日 / 血液型：AB型 / 年齢：25歳→26歳→27歳→28歳 / モチーフフラワー：アネモネ
無職→フリーター→フリーター（バーテンダー）。
205号室。劇場の前で倒れていたところを保護された際、記憶を失っており、素性がはっきりしていない。
非常に無口な性格をしている。時と場所を問わずすぐに眠ってしまうため、昼寝をするために持ち場を離れたり、段ボールの中で眠っているところを発見されることもある。その一方、演技は得意である。また、誉からは金銭的な援助を受けている一方、紬の紹介でアルバイトを得ている。
偏食家で、好物のマシュマロ以外は殆ど口にしない。
幸につけられたあだ名は「サイコスリーパー」。一成からは「ひそひそ」または「ヒソヒソ」と呼ばれている。
趣味は野良猫と遊ぶことと、人間観察。好きな食べ物はマシュマロ。嫌いな食べ物は肉。
有栖川 誉（ありすがわ ほまれ）
声 - 豊永利行 / 演 - 田中涼星 
身長：181cm / 誕生日：2月12日 / 血液型：AB型 / 年齢：27歳→28歳→29歳→30歳 / モチーフフラワー：バラ
205号室。その分野では知られたプロの詩人で、出版だけでなく、個展も開いている。詩興がわくと、すぐに詩を詠みだす癖がある。様々な芸術を経験する中で、唯一未経験だった演劇に興味を持ち、入団した経緯を持つ。また、天才さ故に他者への共感を持てないことに苦しんでいたが、少しずつ理解を深めていく。
行動は奇天烈だが意外と面倒見はよく、同室である密の世話も積極的に焼く。
懐中時計に"クリスティーヌ"（冬組第2回公演『主人はミステリにご執心』より）、実家の甲冑に"ロバート"（合宿イベント『めくるめく薔薇の館』内ストーリーより）、羽ペンに"ピエール"（SSRカード「ミーグリ・アフタヌーン」バクステより）などと名付けている。
幸につけられたあだ名は「恥知らずポエマー」。一成からは「ありりん」と呼ばれている。
シェイクスピアの書籍が愛読書。人参が好物で、野菜嫌いな天馬の人参をよく食べてあげることが多い。嫌いな食べ物は魚卵。
雪白 東（ゆきしろ あずま）
声 - 柿原徹也 / 演 - 上田堪大 
身長：178cm / 誕生日：1月22日 / 血液型：B型 / 年齢：不明 / モチーフフラワー：つばき
206号室。穏やかな雰囲気の男性劇団員。美への意識が高く、リラックス法などに明るい。
基本的に動じることはなく、トラブルが発生しても落ち着いて対処できる。
実は寂しがり屋であり、前職も孤独を紛らわす目的で就いていた。
幸からは「あず姉」、一成からは「アズー」と呼ばれている。
趣味は大人の塗り絵。好きな食べ物は水饅頭。嫌いな食べ物はナス。
関係者による言及
ゲーム版およびアニメ版で東を演じた柿原徹也はゲーム版公式ページに寄せたインタビューの中で、演者である自分にも東の年齢が伏せられていたと話している。
ガイ
声 - 日野聡、宮島えみ（幼少期） / 演 - 輝馬
身長：183cm / 誕生日：1月13日 / 血液型：B型 / 年齢：不明 / モチーフフラワー：ラナンキュラス
王族付き従者→バーのマスター
206号室。メインストーリー第8幕から登場。ザフラ王国からやってきたシトロンの従者。アンドロイドを自称している。
感情の起状が少ない上、シトロン同様に日本語の間違い方が独特。
幸につけられたあだ名は「インチキ執事」。一成からは「ガイガイ」と呼ばれている。
趣味は歌謡曲のレコード集めとツーリング。好きな食べ物はイカの塩辛。嫌いな食べ物はグリンピース。

#### 劇団スタッフ
立花 いづみ（たちばな いづみ）（名前のみ変更可能）
声 - 名塚佳織
本作の主人公。劇団の創始者・立花幸夫の娘で、ひょんなことから劇団の主宰兼総監督を任された。とある団員のバクステや冬組と飲みに行くことから、成人済みであることがうかがえる。以前は別の劇団に所属していたが、芝居の才能に恵まれず引退。その後は舞台演劇の知識を生かした的確なアドバイスで団員たちを導いている。
超が付くほどのカレー好きであり、幸からは「カレー星人」というあだ名で呼ばれることも。スパイスにもこだわりがあり、長々と語ったことがある。
立花 幸夫（たちばな ゆきお）
声 - 石川英郎
いづみの父で、MANKAIカンパニーの創設者。8年前から行方不明となっている。
松川 伊助（まつかわ いすけ）
声 - 小西克幸 / 演 - 田口涼
身長：173cm / 誕生日：5月3日 / 血液型：A型 / 年齢：28歳→29歳→30歳
MANKAI劇場の支配人。
ボサボサ頭に無精髭、つぎはぎだらけのスーツといったみすぼらしい身なりの男性。ダメな部分が多くて目立つヘタレな上にお調子者であり、絶望的に人望がなく劇団の借金を積み重ねた張本人。しかし、MANKAIカンパニーには人一倍強い思いがあり、思いやりある人物。音楽が得意で大抵の楽器は弾けるらしく、劇団員にも楽器を教えていた。
取り壊し寸前だった劇団に、主人公を半ば無理やり引き入れる。
特技は作曲とデスクトップミュージック。
鹿島 雄三（かしま ゆうぞう）
声 - 楠大典 / 演 - 滝口幸広→ 鯨井康介（2021年5月以降）
身長：178cm / 誕生日：7月31日 / 血液型：A型 / 年齢：43歳→44歳→45歳
役者、演出家。
今はなき初代春組に所属していた。超スパルタな稽古で団員たちに恐れられている。
特技は新人役者の育成。
迫田 ケン（さこだ けん）
声 - 野上翔 / 演 - 田内季宇
身長：174cm / 誕生日：3月5日 / 血液型：B型 / 年齢：19歳→20歳→21歳
銀泉会所属。
左京と劇場の借金を取り立てに来ていたチンピラ。書道は得意だが、九九が出来ないなど頭は良くない模様。左京をアニキと慕っており、自称左京のファン一号兼付き人。ガラは悪いが情に厚い人物。莇と仲がいい。
趣味は1円パチンコ。特技は重機の運転。
亀吉（かめきち）
年齢：19歳
口の悪いオウム。MANKAIカンパニーのマスコット。自身の名前にはあまり愛着を持っていない。女好き。趣味はお酒。

##### 裏方組
第三部から登場。
芹沢 灯（せりざわ あかし）
声 - 小林千晃
照明担当。同業者の祖父から技術を受け継いでいる。
木之崎 レント（きのざき れんと）
声 - 今井文也
音響担当。支配人のことを慕っている。

#### 初代OB
第三部から登場。
雛森 霞（ひなもり かすみ）
声 - 浪川大輔 / 演 - 永山たかし
初代春組のリーダー。現在は演劇雑誌「Spotlight」の編集長をしている。
日向 紘（ひゅうが ひろ）
声 - 小野大輔 / 演 - 鈴木裕樹
初代夏組のリーダー。現在はベテラン俳優になっている。
栗生 善（くりゅう ぜん）
声 - 安元洋貴 / 演 -南圭介
初代秋組のリーダー。現在はショーレストラン「Gentiana」のオーナーをしている。
乙宮 柊（おとみや しゅう）
声 - 櫻井孝宏 / 演 - 新木宏典
初代冬組のリーダー。現在は劇団の座長をしている。

#### アンサンブル

##### 春組アンサンブル
笹川 郁（ささがわ いく）
声 - 松永一輝
春組アンサンブルの一員。純粋で素直である。
瀬戸 新太（せと あらた）
声 - 宇野誠将
春組アンサンブルの一員。アンサンブルの募集に応募する形で参加。
澄田 英二（すみだ えいじ）
声 - 青木優太
春組アンサンブルの一員。インターネットを通じて参加した。

##### 夏組アンサンブル
朝倉 ミキ（あさくら みき）
声 - 菊池勇成
夏組アンサンブルの一員である中学2年生。文化祭での演劇に参加したことがきっかけで入団する。
谷永 彰人（たにがわ あきと）
声 - 畠山一哉
夏組アンサンブルの一員。もともと音楽にしか興味がなかったが、楽器店で出会った支配人によって半分無理やり連れてこられた。
鈴原 卓也（すずはら たくや）
声 - 大町朋裕
夏組アンサンブルの一員。主人公からビラを受け取った際、アンサンブルキャストという言葉に興味を示し、入団する。

##### 秋組アンサンブル
槙田 一朗（まきた いちろう）
声 - 川上晃二
銀泉会所属のヤクザ。物腰は柔らかく気さくで、サングラスを外せばただのイケメン。本編にも登場する。
北上 健吾（きたがみ けんご）
声 - 大島雄太朗
葉星大学2年。省エネをモットーとするポーカーフェイスな人物。
山下 ジュリアン（やました じゅりあん）
声 - 亀山雄慈
占い師。落ち着いた物腰の人物だが、水が苦手で入浴や洗顔にも苦労している。

##### 冬組アンサンブル
長谷川 悠一（はせがわ ゆういち）
声 - 前島恭兵
冬組アンサンブルの一員。インターネットを通じて参加した。
吉川 翼（よしかわ つばさ）
声 - 大本裕
冬組アンサンブルの一員。雄三を通じてアンサンブルに参加した。
矢野 恵太（やの けいた）
声 - 石井孝英
冬組アンサンブルの一員。大道芸を見ていたところ、いづみに声を掛けられアンサンブルに参加する。

### GOD座
天鵞絨町を代表する有名劇団で、水芸などを用いた豪奢な演出を特徴とする。
飛鳥 晴翔（あすか はると）
声 - 市来光弘 / 演 - 伊崎龍次郎
誕生日は9月2日。25歳。身長172cm。血液型B型。趣味は粉もの料理。GOD座の一番手役者だが、丞がGOD座に在籍していた頃は二番手だった。高飛車で狡猾な性格だが、演技力は高く評価されている。本名は山田 弦太（やまだ げんた）であり、本名を知られると態度が悪くなる。酔うと面倒臭くなり、本名もその時に暴露した模様。
特技は不幸の手紙を書くこと。
神木坂 レニ（かみきざか れに）
声 - 置鮎龍太郎 / 演 - 河合龍之介
GOD座の主宰兼演出家。立花幸夫とは浅からぬ因縁があるらしく、手下（団員）を使ってMANKAIカンパニーに妨害行為を行っている。その後、MANKAIカンパニーとは和解をしている。
特技は美しい身のこなし。
荒川 志太（あらかわ しふと）
声 - 影山達也 / 演 - 山野光
誕生日は9月28日。15歳。身長185cm。血液型A型。第三部から登場。莇のダチで、GOD座の現トップをやっている。趣味は地域ボランティア。数多くのバイトをしており、度々強引に晴翔を誘う事がある。好物はコロッケうどん。たまに莇と九門とコロッケラーメンを食べることも。
斑鳩 円（いかるが まどか）
声 - 広瀬裕也  / 演 - 宇佐卓真
三角の弟。19歳。芙蓉大学学生。第三部から登場。元々は父・九角のゴーストライターだったが、正式にGOD座の脚本家として活動している。

### 劇団百花
第三部から登場。
天立 甲（あまだて かぶと）
声 - 小野友樹  / 演 - 鮎川太陽
劇団百花のトップ役者にして、演出家。天鵞絨美術大学の卒業生。劇団百花の脚本も執筆している。兵頭十座を特に気に入っている。
竺川 葵士（しかがわ あおし）
声 - 梶原岳人 / 演 - 白石康介
劇団百花の準トップ役者。実家は地方の大病院の関係者だが、上京して同劇団に所属した。
天立 桂樹（あまだて けいじゅ）
声 - 宮本充  / 演 - 舘形比呂一
劇団百花の主宰。もともとは劇団百花のトップ役者だった。第3部にてMANKAIカンパニーの劇団員に関するデマを拡散させたり、手下にMANKAI劇場に火をつけさせたなどにより、逮捕された。第4部時点で起訴され被告になっている。

### KICS
第4部から登場。
一ノ枝 桃和（いちのえ とわ）
声 - 加藤大悟
花咲学園高校一年生。
大型犬のような男子。
MANKAIカンパニーの超強火オタクで春組の真澄推し（奇術師たちの純愛がきっかけ）。地方の中学に通っていたが、親を説得して上京した。ビロードウェイの花屋に勤める叔母の下で下宿しつつアルバイトもしている。お米大好き。花咲学園に在学している。ブルチャの名前は「momo」。
堂園 伊吹（どうぞの いぶき）
声 - 梅田修一朗
土筆高校二年生。
ジェンダーレスな男の娘。
目立つことが大好きで有名になる！と意気込んで始めた動画投稿がバズり、ネットではちょっとした有名人。「いぶきち」というインフルエンサーである。とにかく楽しく人生楽しんだモン勝ち！というマインドで生きている。芋が大好き。土筆高校に在学し、泉田莇とクラスメイトである。ブルチャの名前は「Iv」。
辛科 景句（からしな けいく）
声 - 堂島颯人
欧華高校二年生。
バイオレンス男子。
人生において夢中になれるものが何もなく、なんとなく喧嘩に明け暮れる日々を送る少年。自分の感情にも他人の感情にも疎い。いちごの乗ったショートケーキが好物。メインストーリー第15幕終盤では、栗生善がオーナーをしているショーレストラン「Gentiana」でパフォーマーをしている。欧華高校に在学。ブルチャの名前は「Kar」。
柑子木 紅羽（にしき くれは）
声 - 伊瀬結陸
欧華高校三年生。
ナルシスト。
何をやっても上手くいくと思ってる超自信家。肝心なところで決まらないポンコツなおバカさんだが、持ち前の明るさで学校では周りから愛されている。紅茶にはまっており、喫茶店でアルバイト中。洋菓子が好き。メインストーリー第16幕より、ガイ（柑子木涯）の異母兄弟であるということが判明した。欧華高校に在学。ブルチャの名前は「shiki」。

### その他
水野 茅（みずの かや）
声 - 天﨑滉平 / 演 - 笹森裕貴
綴の小学生のときの親友であり、綴の大ファン。小学生のころ、当時から物語を書くことが好きだった綴に芝居の脚本を書くように提案し、綴が人生初の脚本を執筆するきっかけを作った。大手エンターテイメント会社「MIZUNOエンタープライズ」の御曹司で、学生でありながらスーツ姿で同社に勤務している。綴の前では「ミズノマン」として現れる。
井川（いがわ）
声 - 金子大悟 / 演 - 飯塚智基
天馬のマネージャー。皇事務所所属。天馬が幼いころからマネージメントしており、芸能活動時以外も登下校時に車で送迎するなど公私ともにサポートしている。

## スタッフ
- キャラクターデザイン - 冨士原良
- メインシナリオライター - トム
- 楽曲制作 - 大石昌良、園田健太郎、ヒゲドライバー、R・O・N、織田あすか、末益涼太、利根川貴之、北川勝利、ゆよゆっぺ、沖井礼二、emon 他[42]
- オープニングムービー制作 - イクリエ
- プロデューサー - 沖田多久磨[43]

## コミカライズ
ムネヤマヨシミの作画でコミカライズが連載された。
SPRING
『コミックZERO-SUM』（一迅社）にて2017年7月号より2018年4月号まで連載。
1. 2017年10月25日発売、ISBN 978-4-7580-3319-0
2. 2018年5月25日発売、ISBN 978-4-7580-3350-3

SUMMER
『コミックZERO-SUM』（一迅社）にて2018年9月号より2019年8月号まで連載。
1. 2019年1月31日発売、ISBN 978-4-7580-3414-2
2. 2019年8月23日発売、ISBN 978-4-7580-3457-9

AUTUMN
『コミックZERO-SUM』（一迅社）にて2019年12月号より2020年6月号まで連載。
1. 2020年5月25日発売、ISBN 978-4-7580-3509-5
2. 2020年5月25日発売、ISBN 978-4-7580-3510-1

WINTER
『コミックZERO-SUM』（一迅社）にて2020年10月号より2021年9月号まで連載。
1. 2020年12月25日発売、ISBN 978-4-7580-3575-0
2. 2021年8月25日発売、ISBN 978-4-7580-3644-3

## ノベライズ
トムの著、冨士原良のイラストでノベライズが刊行された。
第1部
『ビーズログ文庫アリス』 （KADOKAWA） にて2018年6月より2019年6月まで発売。
1. The Show Must Go On! 2018年6月15日発売、ISBN 978-4-04-735181-3
2. 克服のSUMMER! 2018年9月15日発売、ISBN 978-4-04-735182-0
3. バッドボーイポートレイト 2019年3月15日発売、ISBN 978-4-04-735410-4
4. もう一度、ここから。 2019年6月15日発売、ISBN 978-4-04-735411-1

第2部
『ビーズログ文庫アリス』 （KADOKAWA） にて2020年2月より2020年10月まで発売。
1. めざめる月 2020年2月15日発売、ISBN 978-4-04-735831-7
2. 続・克服のSUMMER! 2020年4月15日発売、ISBN 978-4-04-735832-4
3. ボーイフッドコラージュ 2020年7月15日発売、ISBN 978-4-04-735833-1
4. The Greatest Journey 2020年10月15日発売、ISBN 978-4-04-735834-8

第3部
KADOKAWAの単行本（B6判）にて2022年11月に同時発売。
1. EVER LASTING 2022年11月4日発売、ISBN 978-4-04-737079-1
2. FULL BLOOMING 2022年11月4日発売、ISBN 978-4-04-737082-1

## その他書籍
オフィシャルファンブック
カドカワエンタメムック（KADOKAWA）より刊行。
1. オフィシャルファンブック Party!!!!  2017年4月3日発売、ISBN 978-4-04-733235-5

アニバーサリーブック
KADOKAWAより刊行。
1. 1st Anniversary Book FLOWER 2018年3月30日発売、ISBN 978-4-04-733293-5
2. 2nd Anniversary Book SUNSHINE 2019年3月22日発売、ISBN 978-4-04-733385-7

ドキュメンタリーブック
Gzブレインムック（KADOKAWA）より刊行。
1. ドキュメンタリーブック01 Moment of Spring 2019年4月1日発売、ISBN 978-4-04-733360-4
2. ドキュメンタリーブック02 Moment of Summer 2019年5月10日発売、ISBN 978-4-04-733386-4
3. ドキュメンタリーブック03 Moment of Autumn 2019年8月1日発売、ISBN 978-4-04-733418-2
4. ドキュメンタリーブック04 Moment of Winter 2019年9月2日発売、ISBN 978-4-04-733420-5

ピアノ楽譜集
ヤマハミュージックメディアより刊行。
1. ピアノソロ ピアノで楽しむ A3! 2017年11月24日発売、ISBN 978-4-6369-5018-2

## ライブイベント

### A3! BLOOMING LIVE 2019
- 2019年2月3日、幕張メッセ国際展示場　9〜11ホール
- 2019年2月17日、神戸ワールド記念ホール

両会場とも全国の映画館でライブ・ビューイングあり
出演者
- 【春組】酒井広大（佐久間咲也役）、白井悠介（碓氷真澄役）、西山宏太朗（皆木綴役）、浅沼晋太郎（茅ヶ崎至役）、五十嵐雅（シトロン役※神戸のみ）、羽多野渉（卯木千景役）
- 【夏組】江口拓也（皇天馬役）、土岐隼一（瑠璃川幸役）、山谷祥生（向坂椋役）、廣瀬大介（斑鳩三角役）、小澤廉（三好一成役）、畠中祐（兵頭九門役）
- 【秋組】沢城千春（摂津万里役）、武内駿輔（兵頭十座役）、濱健人（七尾太一役）、熊谷健太郎（伏見臣役）、帆世雄一（古市左京役）、小西成弥（泉田莇役）
- 【冬組】田丸篤志（月岡紬役）、佐藤拓也（高遠丞役）、寺島惇太（御影密役）、豊永利行（有栖川誉役）、日野聡（ガイ役※幕張のみ）

### A3! BLOOMING LIVE 2022
- 2022年4月9日、10日、武蔵野の森総合スポーツプラザ

全国の映画館でライブ・ビューイングあり
出演者
- 【春組】酒井広大（佐久間咲也役）、白井悠介（碓氷真澄役※9日のみ）、西山宏太朗（皆木綴役※9日のみ）、浅沼晋太郎（茅ヶ崎至 役）、五十嵐 雅（シトロン 役）、羽多野渉（卯木千景役※9日のみ）
- 【夏組】江口拓也（皇天馬役※9日のみ）、土岐隼一（瑠璃川幸役）、山谷祥生（向坂椋役）、廣瀬大介（斑鳩三角役）、畠中祐（兵頭九門役）
- 【秋組】沢城千春（摂津万里役）、武内駿輔（兵頭十座役※10日のみ）、濱健人（七尾太一役）、熊谷健太郎（伏見臣役※10日のみ）、帆世雄一（古市左京役）、小西成弥（泉田莇役）
- 【冬組】田丸篤志（月岡紬役）、佐藤拓也（高遠丞役※10日のみ）、寺島惇太（御影密役）、豊永利行（有栖川誉役※10日のみ）、日野聡（ガイ役※10日のみ）

## テレビアニメ
2019年2月3日にアニメ化が発表され、2020年1月から6月まで中断を挟み「SEASON SPRING & SUMMER」が、同年10月から12月まで「SEASON AUTUMN & WINTER」が放送された。
当初「SEASON SPRING & SUMMER」は1月から3月まで、「SEASON AUTUMN & WINTER」は7月から9月までの放送予定だったが、工程上発生したスケジュール管理に起因するトラブルの解消に時間がかかっていることや海外にて蔓延している新型コロナウイルスの影響も重なり、制作・放送スケジュールに関して再検討することを決定。第4話以降が放送延期となった が、4月から第1話から第3話までを再放送し第4話以降を新たに追加した完全版として放送することを発表した。

### スタッフ（アニメ）
|                           | SPRING & SUMMER                           | AUTUMN & WINTER                           |
| ------------------------- | ----------------------------------------- | ----------------------------------------- |
| 原作                      | リベル・エンタテインメント                | リベル・エンタテインメント                |
| 監督                      | 中園真登、篠原啓輔                        | 迫井政行                                  |
| シリーズディレクター      | 迫井政行                                  | -                                         |
| シリーズ構成              | ハヤシナオキ                              | ハヤシナオキ                              |
| キャラクター原案          | 冨士原良                                  | 冨士原良                                  |
| キャラクターデザイン      | 小松真梨子、橋本浩一                      | 小松真梨子、橋本浩一                      |
| キャラクターデザイン      | -                                         | 長友望己                                  |
| サブキャラクタ ーデザイン | 金丸綾子                                  | 金丸綾子                                  |
| 美術デザイン              | 石口十                                    | 石口十                                    |
| 衣装デザイン              | あきづきりょう                            | あきづきりょう                            |
| 美術監督                  | 田辺浩子                                  | 本田光平                                  |
| 色彩設計                  | 津守裕子                                  | 笹愛美                                    |
| HOA                       | トライスラッシュ                          | -                                         |
| グラフィックアート        | 荒木宏文                                  | 荒木宏文                                  |
| 撮影監督                  | 鈴木麻予                                  | 鈴木麻予                                  |
| 編集                      | 土居秀充（第6話まで） 定松剛（第7話以降） | 土居秀充（第6話まで） 定松剛（第7話以降） |
| 音響監督                  | 濱野高年                                  | 濱野高年                                  |
| 音楽                      | 横山克、橋口佳奈                          | 横山克、橋口佳奈                          |
| 音楽制作                  | ポニーキャニオン                          | ポニーキャニオン                          |
| プロデュース              | インフィニット                            | インフィニット                            |
| プロデューサー            | 沖田多久磨、高橋りえ、岡本真梨子、薮遥花  | 沖田多久磨、高橋りえ、岡本真梨子、薮遥花  |
| アニメーション制作        | P.A.WORKS × Studio 3Hz                    | P.A.WORKS × Studio 3Hz                    |
| 製作                      | A3! ANIMATION PROJECT                     | A3! ANIMATION PROJECT                     |

### 主題歌
オープニングテーマは、大石昌良が作詞・作曲・編曲を手掛け、各組のリーダー4人によるA3ders!が歌っている。エンディングテーマは、メインストーリー第1部に登場する各組のメンバー5人が歌っている。
「Act! Addict! Actors!」
A3ders!が歌うSEASON SPRING & SUMMERオープニングテーマ。
「Circle of Seasons」
A3ders!が歌うSEASON AUTUMN & WINTERオープニングテーマ。
「Home」
春組が歌うSEASON SPRINGエンディングテーマ。作詞・作曲・編曲は園田健太郎。
「オレンジ・ハート」
夏組が歌うSEASON SUMMERエンディングテーマ。作詞・作曲・編曲はヒゲドライバー。
「ZERO LIMIT」
秋組が歌うエンディングテーマ。作詞・作曲・編曲はR・O・N。
「Thawing」
冬組が歌うエンディングテーマ。作詞は織田あすか、作曲・編曲は藤田淳平。

### 各話リスト
| 話数          | サブタイトル               | 脚本          | 絵コンテ          | 演出                  | 作画監督 | 総作画監督                                              | 初放送日       |               |               |               |               |               |               |               |               |               |               |               |               |               |               |               |               |               |
| SEASON SPRING | SEASON SPRING              | SEASON SPRING | SEASON SPRING     | SEASON SPRING         | SEASON SPRING | SEASON SPRING                                           | SEASON SPRING  | SEASON SPRING | SEASON SPRING | SEASON SPRING | SEASON SPRING | SEASON SPRING | SEASON SPRING | SEASON SPRING | SEASON SPRING | SEASON SPRING | SEASON SPRING | SEASON SPRING | SEASON SPRING | SEASON SPRING | SEASON SPRING | SEASON SPRING | SEASON SPRING | SEASON SPRING |
| ------------- | -------------------------- | ------------- | ----------------- | --------------------- | --- | ------------------------------------------------------- | -------------- | ------------- | ------------- | ------------- | ------------- | ------------- | ------------- | ------------- | ------------- | ------------- | ------------- | ------------- | ------------- | ------------- | ------------- | ------------- | ------------- | ------------- |
| #01           | 満開の未来へ               | ハヤシナオキ  | 篠原啓輔          | 山下英美              | 長友望己 伊澤珠美 亀田朋幸 林あすか 西川真人 小橋陽介 二宮奈那子                                                                    | 飯田恵理子 有我洋美 金丸綾子 橋本浩一                   | 2020年 1月14日 |               |               |               |               |               |               |               |               |               |               |               |               |               |               |               |               |               |
| #02           | ロミオとジュリアス         | ハヤシナオキ  | 中園真登          | 小坂春女              | 落合瞳 水澤智可 | 飯田恵理子 有我洋美 金丸綾子 橋本浩一                   | 1月21日        |               |               |               |               |               |               |               |               |               |               |               |               |               |               |               |               |               |
| #03           | おやすみシアター           | ハヤシナオキ  | 上坪亮樹          | 筑紫大介              | 天崎まなむ 澤田知世 山村俊了 小笠原優 佐藤祐子 月面 FENG YON GXU ZHOU DUN TAO                                                       | 金丸綾子 橋本浩一 林あすか 蟹谷憲正 小松真梨子          | 1月28日        |               |               |               |               |               |               |               |               |               |               |               |               |               |               |               |               |               |
| #04           | 新たな挑戦                 | ハヤシナオキ  | 外川慶 篠原啓輔   | 岡田拳士郎            | 野上慎也 邱明哲 桝井一平 清水恵蔵 山本径子 徳川絵里 永井泰平                                                                        | 金丸綾子 橋本浩一 林あすか 蟹谷憲正 小松真梨子          | 4月28日        |               |               |               |               |               |               |               |               |               |               |               |               |               |               |               |               |               |
| #05           | 恋について・春             | ハヤシナオキ  | 小林寛            | 徳野雄士              | 小橋陽介 西川真人 林あすか 亀田朋幸 二宮奈那子                                                                                      | 飯田恵理子 林あすか 蟹谷憲正 金丸綾子                   | 5月5日         |               |               |               |               |               |               |               |               |               |               |               |               |               |               |               |               |               |
| #06           | The Show Must Go On !      | ハヤシナオキ  | 西田正義 篠原啓輔 | 中園真登              | 五十嵐祐貴(アクション) Hong Yu-mi Seo Soon-Young Song Jin-Hee Shim Min-Hyeon Jo Eung-Yeong Kim Gang-Won                             | 橋本浩一 蟹谷憲正 林あすか                              | 5月12日        |               |               |               |               |               |               |               |               |               |               |               |               |               |               |               |               |               |
| SEASON SUMMER |                            |               |                   |                       | |                                                         |                |               |               |               |               |               |               |               |               |               |               |               |               |               |               |               |               |               |
| #07           | 新しい季節                 | ハヤシナオキ  | 西田正義 篠原啓輔 | 三好なお              | Kim Jun-Oh Kim Bong-Duk Yu Seung-Hee Kim Yun-Jung Lee Gwan-Woo Sin Sung-Min Woo Gueum-Yung Park Sang-Ho Seo Soon-Yeong Lee Bang-Won | 飯田恵理子 坂本ひろみ 長友望己                          | 5月19日        |               |               |               |               |               |               |               |               |               |               |               |               |               |               |               |               |               |
| #08           | 千夜一夜物語               | 砂山蔵澄      | 山城智恵          | 山城智恵              | 長友望己 澤田知世 二宮奈那子 亀田朋幸 Jang Gil-yong                                                                                 | 長友望己 金丸綾子 蟹谷憲正                              | 5月26日        |               |               |               |               |               |               |               |               |               |               |               |               |               |               |               |               |               |
| #09           | はじまりの夏合宿           | ハヤシナオキ  | 中園真登          | 江福仁美              | 今泉竜太 迎千葉瑠 谷口繁則 二宮奈那子 平野翔 森谷春樹 渡辺一平太 tofu                                                               | 坂本ひろみ 林あすか 蟹谷憲正                            | 6月2日         |               |               |               |               |               |               |               |               |               |               |               |               |               |               |               |               |               |
| #10           | 本当のオトモダチ           | 砂山蔵澄      | 伊部勇志 篠原啓輔 | 宇都宮正記            | 山本径子 邱明哲 桜井木ノ実 花輪美幸 Gu Wei                                                                                          | 金丸綾子 蟹谷憲正 橋本浩一                              | 6月9日         |               |               |               |               |               |               |               |               |               |               |               |               |               |               |               |               |               |
| #11           | オレの弱さを               | ハヤシナオキ  | 山田雅之 篠原啓輔 | 小坂春女              | Hong Yu-mi Seo Soon-Young Song Jin-Hee Jo Eung-Yeong Kim Gang-Won                                                                   | 坂本ひろみ 橋本浩一 蟹谷憲正 林あすか                   | 6月16日        |               |               |               |               |               |               |               |               |               |               |               |               |               |               |               |               |               |
| #12           | 克服のSUMMER!              | ハヤシナオキ  | 敷島博英          | 岡田彩                | 亀田朋幸 二宮奈那子 Yu Seung-hee Woo Keum-young Kim Eun-sun Hwang Il-jin Lee Bang-won                                               | 金丸綾子 長友望己 有我洋美 橋本浩一 蟹谷憲正 坂本ひろみ | 6月23日        |               |               |               |               |               |               |               |               |               |               |               |               |               |               |               |               |               |
| SEASON AUTUMN |                            |               |                   |                       | |                                                         |                |               |               |               |               |               |               |               |               |               |               |               |               |               |               |               |               |               |
| #13           | 波乱の秋                   | ハヤシナオキ  | 筑紫大介          | 筑紫大介              | 野上なつ 中山みゆき 宮川智恵子 岩崎亮 佐藤佑子                                                                                      | 長友望己 金丸綾子                                       | 10月12日       |               |               |               |               |               |               |               |               |               |               |               |               |               |               |               |               |               |
| #14           | ふぞろいなバディ           | 砂山蔵澄      | 紅優 鵜飼ゆうき   | いとがしんたろー      | 式部美代子 伊東ありさ 重国浩子 清水麻美 藤田まゆみ                                                                                  | 坂本ひろみ 蟹谷憲正                                     | 10月19日       |               |               |               |               |               |               |               |               |               |               |               |               |               |               |               |               |               |
| #15           | 一人芝居                   | 砂山蔵澄      | 紅優 鵜飼ゆうき   | 小坂春女              | Um Ik hyeon Kang Hyeon guk Hwang Yeong sik                                                                                          | Seo Sun yeong Hong Yu mi 橋本浩一                       | 10月26日       |               |               |               |               |               |               |               |               |               |               |               |               |               |               |               |               |               |
| #16           | 違う誰かに                 | ハヤシナオキ  | 島津裕行          | 三好なお              | 亀田朋幸 二宮奈那子 中澤勇一 | 林あすか 坂本ひろみ                                     | 11月3日        |               |               |               |               |               |               |               |               |               |               |               |               |               |               |               |               |               |
| #17           | 告白                       | ハヤシナオキ  | 山城智恵          | 粟井重紀              | Kim Gi-nam Kim Bo-gyeong Lee Min-bae Hwang Il-jin                                                                                   | 蟹谷憲正 Song Jin-hee                                   | 11月10日       |               |               |               |               |               |               |               |               |               |               |               |               |               |               |               |               |               |
| #18           | バッドボーイ・ポートレイト | ハヤシナオキ  | 西田正義          | 中澤勇一              | 亀田朋幸 二宮奈那子 山下千咲 工藤公聖                                                                                               | 金丸綾子 長友望己                                       | 11月17日       |               |               |               |               |               |               |               |               |               |               |               |               |               |               |               |               |               |
| SEASON WINTER |                            |               |                   |                       | |                                                         |                |               |               |               |               |               |               |               |               |               |               |               |               |               |               |               |               |               |
| #19           | 再会の季節                 | ハヤシナオキ  | 西田正義          | 東田夏実              | Kim Bong-Duk Park Myung-Hwan Yu Seung-Hee Woo Gueum-Yung Lee Gwan-Woo Jo Eun-Kyung                                                  | 橋本浩一 林あすか                                       | 11月24日       |               |               |               |               |               |               |               |               |               |               |               |               |               |               |               |               |               |
| #20           | タイマンACT                | 砂山蔵澄      | 西田正義          | 江福仁美              | 式部美代子 伊東ありさ 重国浩子 小谷杏子 藤田まゆみ                                                                                  | 坂本ひろみ                                              | 12月1日        |               |               |               |               |               |               |               |               |               |               |               |               |               |               |               |               |               |
| #21           | 責任と覚悟                 | 砂山蔵澄      | 西田正義          | 湖山禎崇              | 大東百合恵 櫻井拓郎 谷口繁則 Kim Seok Yung Lee Sang Jin Shin Hyung Sik                                                              | 長友望己 蟹谷憲正                                       | 12月8日        |               |               |               |               |               |               |               |               |               |               |               |               |               |               |               |               |               |
| #22           | 不協和音                   | ハヤシナオキ  | 島津裕行          | 三好なお 球野たかひろ | 中澤勇一 成松義人 今里佳子 片岡恵美子 大高雄太 植竹康彦 光の園アニメーション                                                        | 林あすか 橋本浩一                                       | 12月15日       |               |               |               |               |               |               |               |               |               |               |               |               |               |               |               |               |               |
| #23           | 隣に立っていたいお前で     | ハヤシナオキ  | 西田正義          | 粟井重紀              | Hong Yu-Mi Park Ae-Ri Lee Min-Bae Um Ik-Hyeon Jang Sang-Mi Kim Seong-Beom                                                           | 金丸綾子 Song Jin-hee                                   | 12月22日       |               |               |               |               |               |               |               |               |               |               |               |               |               |               |               |               |               |
| #24           | もう一度、ここから         | ハヤシナオキ  | 西田正義          | 小坂春女              | 亀田朋幸 二宮奈那子 山下千咲 今里佳子 成松義人 光の園アニメーション                                                                 | 蟹谷憲正 林あすか 橋本浩一 坂本ひろみ 金丸綾子 長友望己 | 12月29日       |               |               |               |               |               |               |               |               |               |               |               |               |               |               |               |               |               |

### 放送局
| 放送期間                                        | 放送時間                     | 放送局         | 対象地域 | 備考                      |
| ----------------------------------------------- | ---------------------------- | -------------- | -------- | ------------------------- |
| 2020年1月14日 - 1月28日 2020年4月28日 - 6月23日 | 火曜 0:00 - 0:30（月曜深夜） | TOKYO MX       | 東京都   |                           |
|                                                 |                              | KBS京都        | 京都府   |                           |
|                                                 |                              | サンテレビ     | 兵庫県   |                           |
|                                                 |                              | BS11           | 日本全域 | BS放送 / 『ANIME+』枠     |
| 2020年1月30日 - 2月13日 2020年5月14日 - 7月9日  | 木曜 1:55 - 2:21（水曜深夜） | 長崎文化放送   | 長崎県   | 『あに。』枠              |
| 2020年5月15日 - 7月31日                         | 金曜 17:00 - 17:30           | TBSチャンネル2 | 日本全域 | CS放送 / リピート放送あり |

| 配信開始日    | 配信時間                     | 配信サイト |
| ------------- | ---------------------------- | --- |
| 2020年1月14日 | 火曜 0:00 更新               | dアニメストア FOD U-NEXT |
| 2020年1月20日 | 月曜 0:00 - 0:30（日曜深夜） | ABEMA |
|               | 月曜 0:00 更新               | ニコニコチャンネル hulu バンダイチャンネル Amazonプライム・ビデオ Rakuten TV ビデオマーケット GYAO!ストア DMM.com J:COMオンデマンド TELASA ひかりTV |
|               | 月曜 19:00 更新              | TSUTAYA TV |
|               | 月曜 22:00 - 22:30           | ニコニコ生放送 |

| 放送期間                  | 放送時間                     | 放送局         | 対象地域 | 備考                      |
| ------------------------- | ---------------------------- | -------------- | -------- | ------------------------- |
| 2020年10月13日 - 12月29日 | 火曜 0:00 - 0:30（月曜深夜） | TOKYO MX       | 東京都   |                           |
|                           |                              | KBS京都        | 京都府   |                           |
|                           |                              | サンテレビ     | 兵庫県   |                           |
|                           |                              | BS11           | 日本全域 | BS放送 / 『ANIME+』枠     |
| 2020年10月22日 -          | 木曜 1:18 - 1:48（水曜深夜） | 長崎文化放送   | 長崎県   | 『あに。』枠              |
| 2020年10月30日 -          | 金曜 17:00 - 17:30           | TBSチャンネル2 | 日本全域 | CS放送 / リピート放送あり |

| 配信開始日     | 配信時間       | 配信サイト |
| -------------- | -------------- | --- |
| 2020年10月13日 | 火曜 0:00 更新 | dアニメストア FOD U-NEXT |
| 未定           | 未定           | hulu バンダイチャンネル J:COMオンデマンド ビデオパス ひかりTV ABEMA ニコニコチャンネル Amazonプライム・ビデオ Rakuten TV ビデオマーケット GYAO!ストア DMM.com TSUTAYA |

### BD / DVD
三好一成のキャスト変更に伴い、第6巻以降は当初の発売予定日から延期されている。
| 巻 | 発売日         | 収録話          | 規格品番   | 規格品番   |
| 巻 | 発売日         | 収録話          | BD         | DVD        |
| -- | -------------- | --------------- | ---------- | ---------- |
| 1  | 2020年6月17日  | 第1話 - 第3話   | PCXG-50751 | PCBG-53441 |
| 2  | 2020年7月15日  | 第4話 - 第6話   | PCXG-50752 | PCBG-53442 |
| 3  | 2020年8月19日  | 第7話 - 第9話   | PCXG-50753 | PCBG-53443 |
| 4  | 2020年9月16日  | 第10話 - 第12話 | PCXG-50754 | PCBG-53444 |
| 5  | 2020年12月16日 | 第13話 - 第15話 | PCXG-53755 | PCBG-53445 |
| 6  | 2021年3月17日  | 第16話 - 第18話 | PCXG-53756 | PCBG-53446 |
| 7  | 2021年4月21日  | 第19話 - 第21話 | PCXG-53757 | PCBG-53447 |
| 8  | 2021年5月19日  | 第22話 - 第24話 | PCXG-53758 | PCBG-53448 |

## ラジオ
『A3! Blooming RADIO』のタイトルで、文化放送にて2019年4月から放送されている。毎週金曜23:30から放送されており、パーソナリティは基本的に月替わりとなっている。2019年4月から2020年3月までは毎週日曜2:00（土曜深夜）から放送されていた。

### パーソナリティ
- 2019年4月前半（第1回 - 第2回）：酒井広大（佐久間咲也役）、江口拓也（皇天馬役）
- 2019年4月後半（第3回 - 第4回）：沢城千春（摂津万里役）、田丸篤志（月岡紬役）
- 2019年5月（第5回 - 第8回）：白井悠介（碓氷真澄役）、帆世雄一（古市左京役）
- 2019年6月（第9回 - 第13回）：羽多野渉（卯木千景役）、寺島惇太（御影密役）
- 2019年7月（第14回 - 第17回）：山谷祥生（向坂椋役）、武内駿輔（兵頭十座役）
- 2019年8月（第18回 - 第22回）：五十嵐雅（シトロン役）、廣瀬大介（斑鳩三角役）※第21回、第22回は公開収録
- 2019年9月（第23回 - 第26回）：畠中祐（兵頭九門役）、小西成弥（泉田莇役）
- 2019年10月（第27回 - 第30回）：熊谷健太郎（伏見臣役）、佐藤拓也（高遠丞役）
- 2019年11月（第31回 - 第35回）：浅沼晋太郎（茅ヶ崎至役）、日野聡（ガイ役）
- 2019年12月（第36回 - 第39回）：西山宏太朗（皆木綴役）、柿原徹也（雪白東役）
- 2020年1月（第40回 - 第43回）：土岐隼一（瑠璃川幸役）、豊永利行（有栖川誉役）
- 2020年2月（第44回 - 第48回）：小澤廉（三好一成役）、濱健人（七尾太一役）
- 2020年3月前半（第49回 - 第50回）：酒井広大（佐久間咲也役）、小西克幸（松川伊助役）※第49回のみ
- 2020年3月後半（第51回 - 第52回）：江口拓也（皇天馬役）
- 2020年4月（第53回 - 第56回）：西山宏太朗（皆木綴役）、五十嵐雅（シトロン役）
- 2020年5月（第57回 - 第61回）：武内駿輔（兵頭十座役）、畠中祐（兵頭九門役）
- 2020年6月（第62回 - 第65回）：江口拓也（皇天馬役）、沢城千春（摂津万里役）
- 2020年7月（第66回 - 第70回）：柿原徹也（雪白東役）、日野聡（ガイ役）
- 2020年8月（第71回 - 第74回）：浅沼晋太郎（茅ヶ崎至役）、羽多野渉（卯木千景役）
- 2020年9月（第75回 - 第78回）：白井悠介（碓氷真澄役）、小澤廉（三好一成役）
- 2020年10月（第79回 - 第83回）：土岐隼一（瑠璃川幸役）、熊谷健太郎（伏見臣役）
- 2020年11月（第84回 - 第87回）：廣瀬大介（斑鳩三角役）、田丸篤志（月岡紬役）
- 2020年12月（第88回 - 第91回）：寺島惇太（御影密役）、豊永利行（有栖川誉役）
- 2021年1月（第92回 - 第96回）：濱健人（七尾太一役）、佐藤拓也（高遠丞役）
- 2021年2月（第97回 - 第100回）：帆世雄一（古市左京役）、小西成弥（泉田莇役）
- 2021年3月（第101回 - 第104回）：酒井広大（佐久間咲也役）、山谷祥生（向坂椋役）
- 2021年4月（第105回 - 第109回）：濱健人（七尾太一役）、熊谷健太郎（伏見臣役）
- 2021年5月（第110回 - 第113回）：山谷祥生（向坂椋役）、寺島惇太（御影密役）
- 2021年6月（第114回 - 第117回）：豊永利行（有栖川誉役）、柿原徹也（雪白東役）
- 2021年7月（第118回 - 第122回）：沢城千春（摂津万里役）、武内駿輔（兵頭十座役）
- 2021年8月（第123回 - 第126回）：畠中祐（兵頭九門役）、帆世雄一（古市左京役）
- 2021年9月（第127回 - 第130回）：酒井広大（佐久間咲也役）、浅沼晋太郎（茅ヶ崎至役）
- 2021年10月（第131回 - 第135回）：白井悠介（碓氷真澄役）、西山宏太朗（皆木綴役）
- 2021年11月（第136回 - 第139回）：羽多野渉（卯木千景役）、小西成弥（泉田莇役）
- 2021年12月（第140回 - 第144回）：廣瀬大介（斑鳩三角役）、赤澤燈（三好一成役）
- 2022年1月（第145回 - 第148回）：五十嵐雅（シトロン役）、日野聡（ガイ役）
- 2022年2月（第149回 - 第152回）：江口拓也（皇天馬役）、土岐隼一（瑠璃川幸役）
- 2022年3月（第153回 - 第156回）：田丸篤志（月岡紬役）、佐藤拓也（高遠丞役）
- 2022年4月（第157回 - 第161回）：酒井広大（佐久間咲也役）、沢城千春（摂津万里役）
- 2022年5月（第162回 - 第165回）：山谷祥生（向坂椋役）、畠中祐（兵頭九門役）
- 2022年6月（第166回 - 第169回）：土岐隼一（瑠璃川幸役）、帆世雄一（古市左京役）
- 2022年7月（第170回 - 第174回）：西山宏太朗（皆木綴役）、江口拓也（皇天馬役）
- 2022年8月（第175回 - 第178回）：濱健人（七尾太一役）、小西成弥（泉田莇役）
- 2022年9月（第179回 - 第183回）：田丸篤志（月岡紬役）、柿原徹也（雪白東役）
- 2022年10月（第184回 - 第187回）：廣瀬大介（斑鳩三角役）、寺島惇太（御影密役）
- 2022年11月（第188回 - 第191回）：佐藤拓也（高遠丞役）、日野聡（ガイ役）
- 2022年12月（第192回 - 第196回）：白井悠介（碓氷真澄役）、羽多野渉（卯木千景役）
- 2023年1月（第197回 - 第200回）：赤澤燈（三好一成役）、豊永利行（有栖川誉役）
- 2023年2月（第201回 - 第204回）：浅沼晋太郎（茅ヶ崎至役）、五十嵐雅（シトロン役）

### ゲスト
- 第21回：酒井広大（佐久間咲也役）、小西成弥（泉田莇役）
- 第22回：山谷祥生（向坂椋役）、小澤廉（三好一成役）
- 第50回：園田健太郎
- 第51回, 第52回：大石昌良
- 第63回：ヒゲドライバー
- 第65回：安元洋貴（栗生善役）
- 第74回：大石昌良
- 第96回：名塚佳織（立花いづみ役）
- 第125回：野上翔（迫田ケン役）
- 第153回，第154回：市来光弘（飛鳥晴翔役）

（田丸篤志（月岡紬役）新型コロナウイルスに感染したため）